# The Primitives
The Primitives byla americká rocková skupina založená v New Yorku koncem roku 1964 a zaniklá počátkem následujícího roku. její sestavu tvořil zpěvák a kytarista Lou Reed, kytaristé John Cale a Tony Conrad a bubeník Walter De Maria.

## Historie
Důležitým faktorem pro vznik skupiny byl Lou Reed, který pracoval pro vydavatelství Pickwick Records jako skladatel. Psal písně pro různé hudebníky a v listopadu 1964 dostal šanci nahrát singl z písní, které ostatní nenahráli. Nahráli písně „The Ostrich“ a na B‑stranu „Smeaky Pete“. Vedle Reeda v písních hráli různí studioví hudebníci, kteří pro společnost rovněž pracovali. Jako interpret byla na SP desce uvedena neexistující skupina The Primitives. Později se její producent Terry Phillips rozhodl, že by skupina mohla odehrát i nějaké koncerty. Když Phillips v jednom klubu potkal Johna Calea a Tonyho Conrada, usoudil, že by podle jejich vzhledu mohlo jít o hudebníky. Když se jeho domněnka potvrdila, pozval je, aby se s Reedem setkali, ačkoliv do té doby nikdy dříve nehráli rockovou hudbu, ale věnovali se pouze avantgardě. Oba nabídku přijali a slíbili, že na zkoušku přivedou ještě jednoho člověka, který hraje na bicí; šlo o sochaře Waltera De Mariu. Přizvané trojici se líbilo, že jsou v písni „The Ostrich“ laděny všechny struny stejně; podobně, jako to oni dělali ve svých experimentálních kompozicích.
Skupina tedy v sestavě Reed, Cale, Conrad a De Maria začala zkoušet a hned 3. prosince 1964 odehrála svůj první koncert. Přibližně ve stejné době vyšel singl „The Ostrich“ / „Smeaky Pete“. Je možné, že kvartet v prosinci odehrál ještě nějaké koncerty, ale žádné z nich nejsou doloženy. V období ledna a února skupina začala častěji koncertovat a to nejen v New Yorku, ale i v různých okolních státech. De Maria se po rozpadu skupiny, který proběhl v únoru 1965, věnoval převážně sochařství a uměleckým instalacím a hudbě se až na výjimky nevěnoval vůbec, Conrad pokračoval s Calem v avantgardní hudbě a Reed s Calem začali pokládat první kameny pro vznik skupiny The Velvet Underground.